# 麻章区
麻章區是中国广东省湛江市下辖的一个市辖区、位於湛江市西南部，地處雷州半島北部，麻章因轄區內多有劍麻及章魚而得名，區人民政府駐政通東路。
麻章區因多有劍麻及章魚而得名。麻章區前身為湛江市郊區，1994年10月，郊區更名麻章區。麻章是湛江市西南出口門户，是湛江的交通樞紐，湛江通往海南、大西南的咽喉要塞。

## 行政区划
麻章区下辖3个街道办事处、4个镇：
东山街道、东简街道、民安街道、麻章镇、太平镇、湖光镇、硇洲镇和湖光农场。

## 人口
截至2020年11月1日零時，根據第七次全国人口普查顯示：麻章區常住人口326154人。

## 交通
- 沈海高速公路、 蘭海高速公路、 东雷高速、 325国道过境。
- 粵海鐵路、深湛鐵路、東海島鐵路：湛江西站

## 风景名胜
- 湖光岩